# Robert Anderson (Mathematiker)
Robert Anderson (* vor 1668; † nach 1696) war ein englischer Seidenweber und Amateurmathematiker. Er veröffentlichte Werke über Stereometrie, zur Bestimmung von Schussbahnen von Geschossen und zum Bau von Raketen.

## Leben
Andersons Herkunft und Geburtsdatum sind ebenso wenig bekannt wie sein Sterbedatum. Seine Lebensdaten ergeben sich nur aus seinen Veröffentlichungen. Er lebte als Seidenweber in London.
Anderson trat zur erst mit einer Schrift über Stereometrie hervor, die sich mit der Volumenbestimmung verschiedener Körper beschäftigt. Anfangs wurde er von dem Mathematiker John Collins unterstützt, der Anderson Bücher lieh, wie dieser in seinem Werk erwähnt. Collins beschreibt Anderson als zurückhaltend und sehr fähig in Algebra und Raumgeometrie („reserved person … very able in algebra and solid geometry“). Die Freundschaft zerbrach aber, da Andersons Buch sich als fehlerhaft und druckfehlerbehaftet erwies, und führte zu einem öffentlichen Streit zwischen Collins und seinen Freunden und Anderson.
Später wandte sich Anderson der theoretischen Artillerie zu. Er unternahm selbst auf eigene Kosten zahlreiche Schussversuche mit Mörsern in Wimbledon Common. Seine Theorie wurde vermehrt um Tabellen von Thomas Street in The Genuine Use and Effects of the Gunne gedruckt. Anderson nimmt darin die Schussbahn als Parabel an, vernachlässigt aber den Luftwiderstand und erhielt dadurch falsche Resultate, obwohl seine experimentellen Ergebnisse korrekt waren. Collins kritisierte das Buch als prahlerisch. Er legte es dem schottischen Mathematiker James Gregory, John Wallis und Isaac Newton zu Begutachtung vor, aber keiner der Gefragten wollte öffentlich zu dem Streit Stellung beziehen. Anderson setzte seine Versuche fort und veröffentlichte bis 1694 weitere Werke zu diesem Thema sowie zum Bau von Raketen. Auch wenn seine mathematische Theorie nicht korrekt war, war Anderson einer der wenigen im 17. Jahrhundert, der dazu praktische Experimente mit Kanonen anstellte.

## Werke
- Stereometrical Propositions variously applicable, but particularly intended for Gageing. 1668
- The Genuine Use and Effects of the Gunne, as well experimentally as mathematically demonstrated. A new Work of Singular Use unto Generals of Armies, Enginiers, and other Artists. Tam Marte quam Mercurio. With Tables of Projection, etc. by Thomas Streete. 1674
- To hit a Mark, as well upon Ascents and Descents, as upon the Plain of the Horizon. 1690
- To cut the Rigging, and Proposals for the Improvement of Great Artillery. 1691
- The Making of Rockets. In two Parts. The First containing the Making of Rockets for the meanest Capacity. The other to make Rockets by a Duplicate Proposition, to 1,000 pound Weight or higher. 1696.
- Treatise on the Use and Effects of the Gunne. London, 1713